# Ramón Pellín García
Ramón Pellín García (Barcelona, 17 de junio de 1943). Periodista-Radiofonista.

## Biografía
Se inicia en la profesión periodística en el año de 1958 como colaborador de las revistas católicas JOVENES de los padres Salesianos y PERSEVERANCIA de la Obra de Ejercicios Parroquiales en Barcelona. Más tarde en la revista EL REINO de los Padres Reparadores del Corazón de Jesús de Madrid.
La incorporación a la Radio sería al inicio de la década de los 60 iniciándose en la Estación Escuela de RADIO JUVENTUD DE BARCELONA colaborando con José Antonio Cerezuela en el programa Regiones de España y La Hora de los Conjuntos con José Mª. Pallardó. Más tarde se incorporaría en EL MUNDO DEPORTIVO iniciándose de este modo en un rotativo deportivo, una sección denominada "El Mundo del Sonido-Visión" dedicada a los discos, la Radio y la Televisión.
La continuidad en el Mundo de las ondas la desarrolló en otras estaciones radiodifusoras tales como RADIO JUVENTUD de Molins de Rei y Sant Feliu de Llobregat en las que realizó el programa musical de La Batalla del Disco
Posteriormente se incorporaría a otras emisoras tales como RADIO TARRASA (EAJ-25) como corresponsal desde la comarca del Baix Llobegat. Con posterioridad pasó a RADIO SABADELL (EAJ-20) en donde realizó los programas musicales Camino del triunfo y Ronda musical española Continuó colaborando en otras emisoras tales como RADIO MANRESA (EAJ-51) de corresponsal, RADIO RELOJ de RADIO ESPAÑA DE BARCELONA (EAJ-15) en el programa Cataluña bajo el Sol. con Javier Tagle. En RADIO BARCELONA (EAJ-1) en el programa Buenas noches Taxista que realizaba Luis Gasulla.
También colaboró en los inicios de la FM de RADIO RELOJ en 1970 junto a Ramón Colom que a su vez empezaba en el mundillo de la comunicación. Así mismo, colaboró en RADIO MIRAMAR (EAJ 39) en los programas realizados por Ricardo Espinosa de los Monteros, Pedro Bernal, Julia Bustamante, Pepe Antequera y Salvador Escamilla.
Durante el periodo del Servicio Militar realizó en RADIO POPULAR DE MALLORCA el programa Camino del Triunfo manteniendo la sección "El mundo del sonidovisión" en el rotativo barcelonés EL MUNDO DEPORTIVO y colaboraciones en la revista LECTURAS'. Tras cumplir con su deber militar a su regreso a Barcelona sus colaboraciones se extendieron a los rotativos MUNDODIARIO, El Correo Catalán, El Noticiero Universal, Hoja del Lunes de Barcelona y de Palma de Mallorca además de la AGENCIA EFE.
Durante aproximadamente una década alternó las citadas colaboraciones de los diarios barceloneses con otras de carácter especial para "EL NOTICIERO" de Zaragoza y RADIO ZARAGOZA (EAJ-101).
En los últimos tiempos, colaboró en la animación a crear emisoras de FM a principios de los años 80 y formó parte de la "CEIC" (Coordinadora de Emisoras Independientes de Cataluña). Del mismo modo puso en marcha en el barrio barcelonés de San Andrés, la primera emisora de barrio en España RADIO LA PALOMA la cual estuvo funcionando desde el mes de septiembre de 1980 al 15 de noviembre de 1985 siendo cerrada por la Generalidad de Cataluña de forma antidemocrática, concediendo las licencias tan solo a los amigos, simpatizantes y municipios.
En la actualidad (año 2000), creó en Internet, el portal revista de prensa de la Radiodifusión española 
LA RADIO AL DIA así como las emisoras 
RADIO 65 y RADIO TELEVISION ESPAÑA.
- Datos: Q5650906